# Главстрой
Главстрой — один из крупнейших девелоперов России (по данным Единого реестра застройщиков РФ).  С 2018 года «Главстрой» не входит в группу предпринимателя Олега Дерипаски «Базовый Элемент». Основные направления деятельности – девелопмент жилой и коммерческой недвижимости. География проектов – Москва, Московская область, Санкт-Петербург, Ярославль, Сочи и т.д.

## История
Компания основана в 1995 году. 

### Группа Базэл
В 2008 году на базе «Главстроя» создана холдинговая компания, объединившая строительные активы группы «Базовый Элемент». В структуру «Главстроя» вошли «Главмосстрой», «Трансстрой», «Главстрой Девелопмент», «БазэлЦемент». Компании построили объекты к Олимпиаде в Сочи 2014 года, среди которых  Олимпийская деревня (после завершения игр функционирует как всесезонный курортный район «Имеретинский»), дублёр Курортного проспекта, порт Сочи «Имеретинский»  и другие. В январе 2014 года «Базовый Элемент» провёл реструктуризацию строительного сектора. На базе холдинга «Главстрой» созданы две группы по приоритетным направлениям строительства – гражданское и инфраструктурное строительство. Проекты гражданского строительства курировала компания «Главмосстрой», инфраструктурные проекты – «Трансстрой». В декабре 2014 года структуры «Базового Элемента» продали компанию «Трансстрой». В составе строительного сектора «Базового Элемента» продолжили самостоятельную деятельность компании «Главстрой Девелопмент»  и «Главстрой-СПб»  – в качестве заказчика и инвестора девелоперских проектов, «Главмосстрой» - в качестве подрядчика в проектах комплексного освоения территорий и городского заказа. В конце 2017 года «Базовый Элемент» объединил девелоперские проекты строительного сектора группы под брендом «Главстрой». 

### Либра Холдингс
В 2018 году «Базовый Элемент» продал их компании «Либра Холдингс». В него[кого?] вошли компании «Главстрой» (ранее «Главстрой Девелопмент»), «Главстрой-СПб», «Главстрой-Регионы» и др. .

## Руководство и акционеры
Акционер «Главстроя» – АО «Либра Холдингс». Генеральный директор компании «Главстрой» –  Андрей Васильев.

## Деятельность
«Главстрой» более 20 лет работает на рынке недвижимости, за это время компанией реализовано более 50 проектов комплексного развития территорий. Среди них - ЖК «Мичуринский», ЖК «Юго-Западный», ЖК «Центральный», ЖК «Подольские просторы», ЖК «Ольгино», ЖК «Яуза-парк» в московском регионе, ЖК «Панорама 360°» в Санкт-Петербурге, курортный район «Имеретинский» (Олимпийская деревня) в Сочи и другие.
Группа компаний «Главстрой» специализируется на реализации проектов комплексного развития территорий, строительстве масштабных жилых кварталов с комплексной социальной инфраструктурой. «Главстрой» осуществляет полный цикл работ – от разработки концепции застройки до реализации девелоперского проекта.
В 2017 году ГК «Главстрой» ввел в эксплуатацию более 580 000 кв.м жилья и инфраструктуры. Перспективный портфель проектов - 4,5 млн кв. м недвижимости, портфель проектов в реализации - 1,7 млн кв. м. Земельный банк в Москве и Санкт-Петербурге – 1000 га. Текущие проекты Группы компаний «Главстрой» – ЖК на Москве-реке «Береговой», ЖК «Баланс» в ЮВАО, ЖК «Столичный» и ЖК "Героев" в Подмосковье, ЖК «Северная Долина» и ЖК «Юнтолово» в Санкт-Петербурге, ЖК «Династия» в Ярославле.
Главстрой-СПб – крупнейший девелопер Санкт-Петербурга по объёмам строительства. По итогам 2016 года компания вошла в пятерку лидеров региона по данным рейтинга Единого реестра застройщиков РФ.
В 2019 году рейтинговое агентство «Эксперт РА» присвоило ООО «Главстрой» рейтинговую оценку ruBB+ со стабильным прогнозом, в 2020 году рейтинг был повышен до ruBBB- (подтверждён в 2021), а затем снова снижен до ruBB+ (2022-2024). В 2025 году рейтинг был отозван.
Рейтинговое агентство АКРА присвоило в 2021 году компании рейтинговую оценку BBB-(RU) со стабильным прогнозом и ежегодно её подтверждает (2022-2024).